# Rycice (Józefów)
Rycice – dawniej samodzielna wieś, obecnie część miasta Józefów, w województwie mazowieckim, w powiecie otwockim. Leży w południowo-wschodniej części miasta, nad rzeką Świder, blisko otwockiej dzielnicy Świder.
Została założona ok. 1734–1751 r., prawdopodobnie przez Jerzego Ignacego Lubomirskiego lub przez członków rodu Bielińskich herbu Junosza.
W latach 1867–1939 wieś w gminie Wiązowna. W 1921 roku Rycice liczyły 161 stałych mieszkańców. 
20 października 1933 utworzono gromadę Rycice w granicach gminy Wiązowna, składającą się z wsi Rycice, wsi Białek, kolonii Willa Leśna i kolonii Milanówka.
1 kwietnia 1939 gromadę Rycice wyłączono z gminy Wiązowna i włączono do gminy Letnisko Falenica w tymże powiecie.
Podczas II wojny światowej w Generalnym Gubernatorstwie, w dystrykcie warszawskim. W 1943 gromada Rycice (w gminie Falenica) liczyła 492 mieszkańców.
15 maja 1951, w związku ze zniesieniem gminy Falenica Letnisko (i włączeniem jej większej części do Warszawy), gromad Rycice weszła w skład gminy Józefów.
1 lipca 1952, w związku z likwidacją powiatu warszawskiego, gminę Józefów (z Rycicami) przeniesiono do nowo utworzonego powiatu miejsko-uzdrowiskowego Otwock, gdzie została przekształcona w jedną z jego ośmiu jednostek składowych – dzielnicę Józefów. Jedynie mała część gromady Rycice (na południe od osi rzeki Świder) została włączona do miasta Otwocka w tymże powiecie. 
Dzielnica Józefów przetrwała do końca 1957 roku, czyli do chwili zniesienia powiatu miejsko-uzdrowiskowego Otwock i przekształcenia go w powiat otwocki. 1 stycznia 1958 dzielnicy Józefów nadano status osiedla, przez co Rycice stały się integralną częścią Józefowa, a w związku z nadaniem Józefowowi praw miejskich 18 lipca 1962 – częścią miasta.